# 刘芝华
刘芝华（1965年11月—），教授，中国医学科学院肿瘤医院副院长，主要从事食管癌等常见恶性肿瘤的发病机理方面的研究工作。入选中华人民共和国教育部2009年度"长江学者"特聘教授。